# مرکز ملی هنرهای اتاوا
مرکز ملی هنرهای اتاوا (فرانسوی: Centre national des Arts‎) یک مرکز هنرهای نمایشی در شهر اتاوا، کانادا است.
این مجموعه که در سال ۱۹۶۹ تأسیس شده دارای ۴ سالن نمایش می‌باشد.

## امکانات
- سالن ساوتام: ۲۰۶۵ نفر ظرفیت، مخصوص اجرا ارکستر سمفونیک
- سالن تئاتر: ۸۹۷ نفر ظرفیت، مخصوص تئاتر و برخی کنسرت‌ها
- سالن استودیو: ۲۵۰–۳۰۰ نفر ظرفیت، مخصوص تئاتر و کنسرت‌های موزیکال
- سالن چهارم (Fourth Stage): ۱۵۰ نفر ظرفیت

## نگارخانه

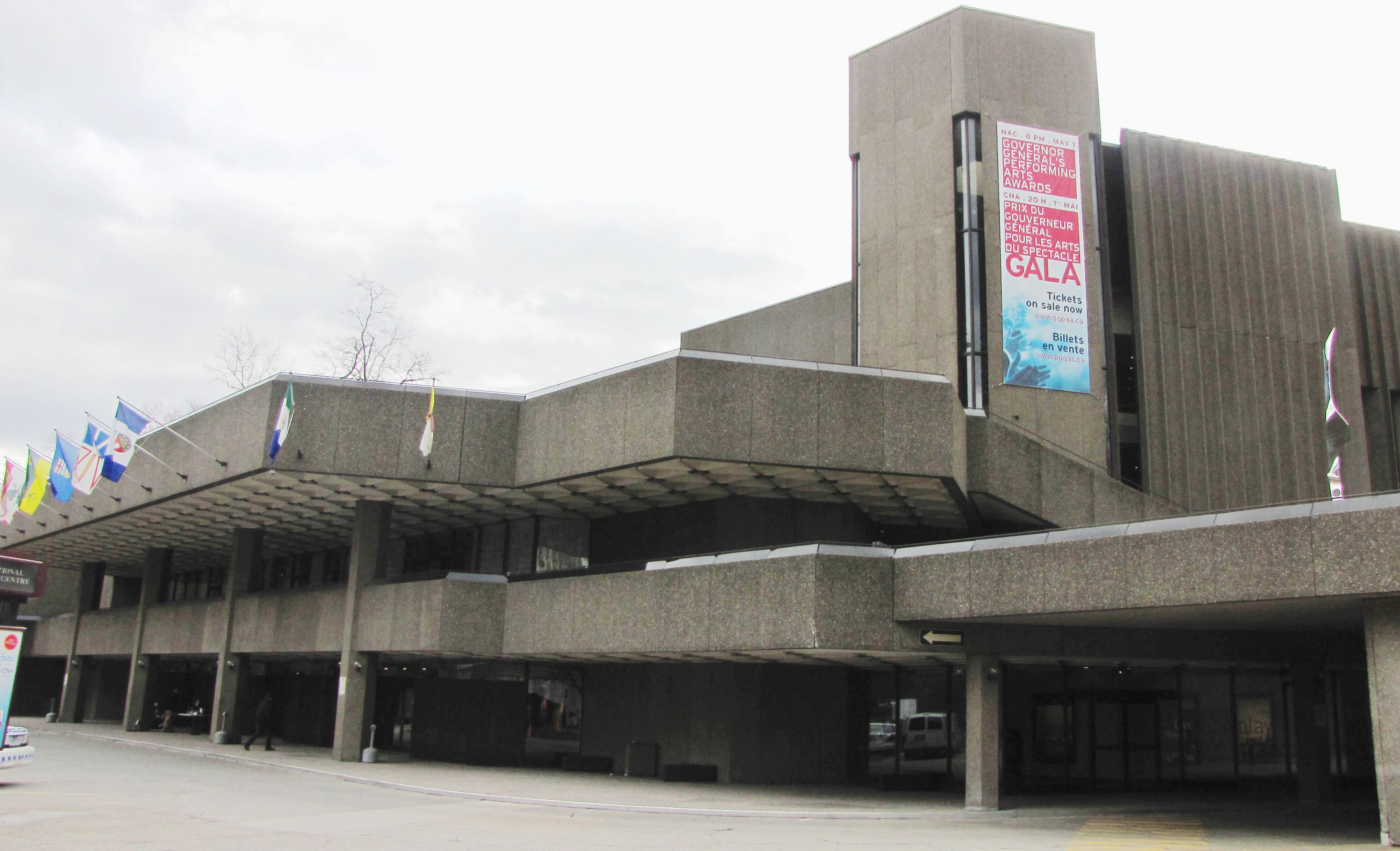
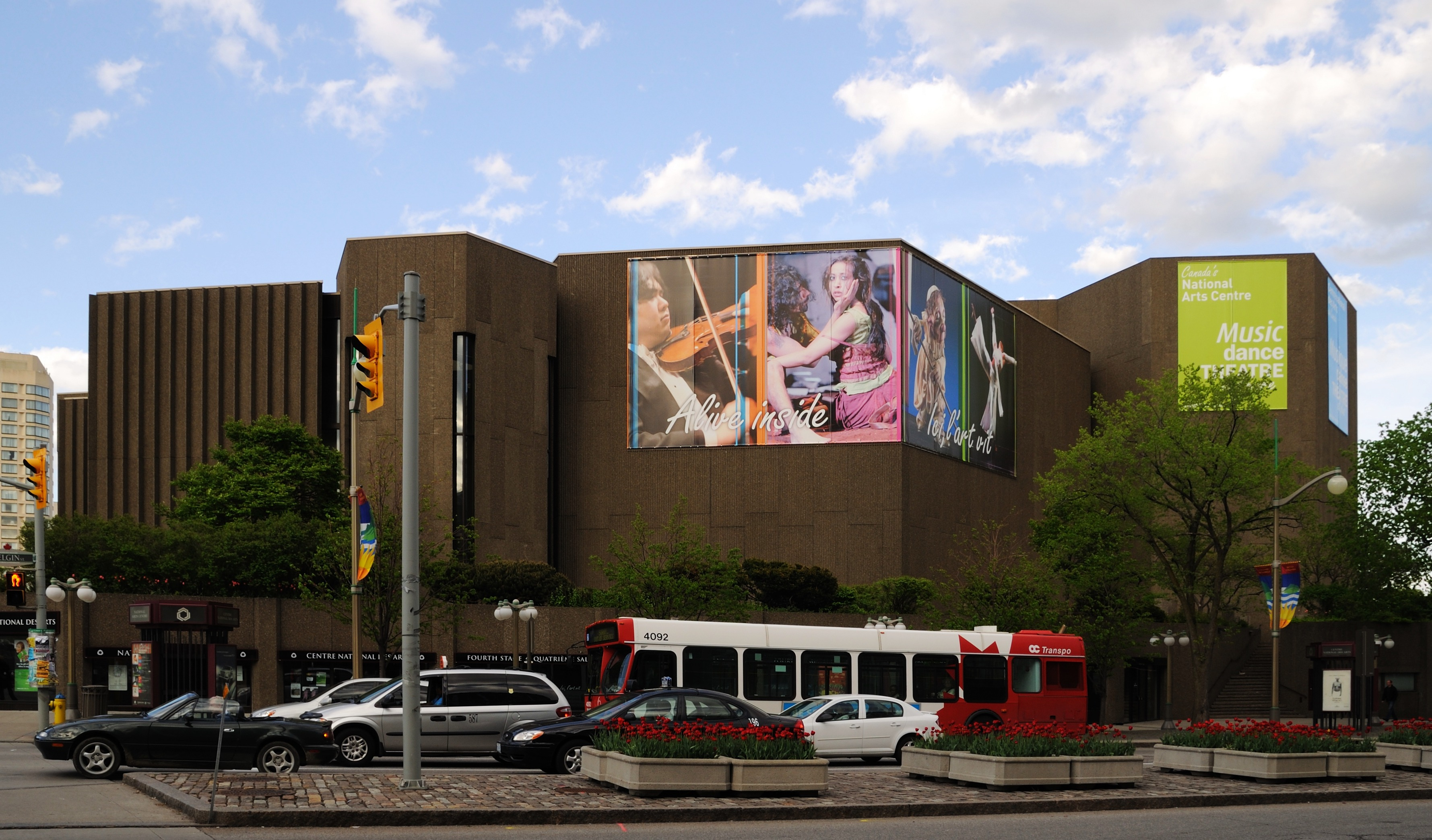
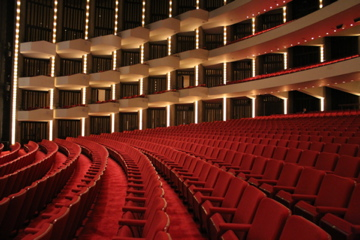
سالن ساوتام
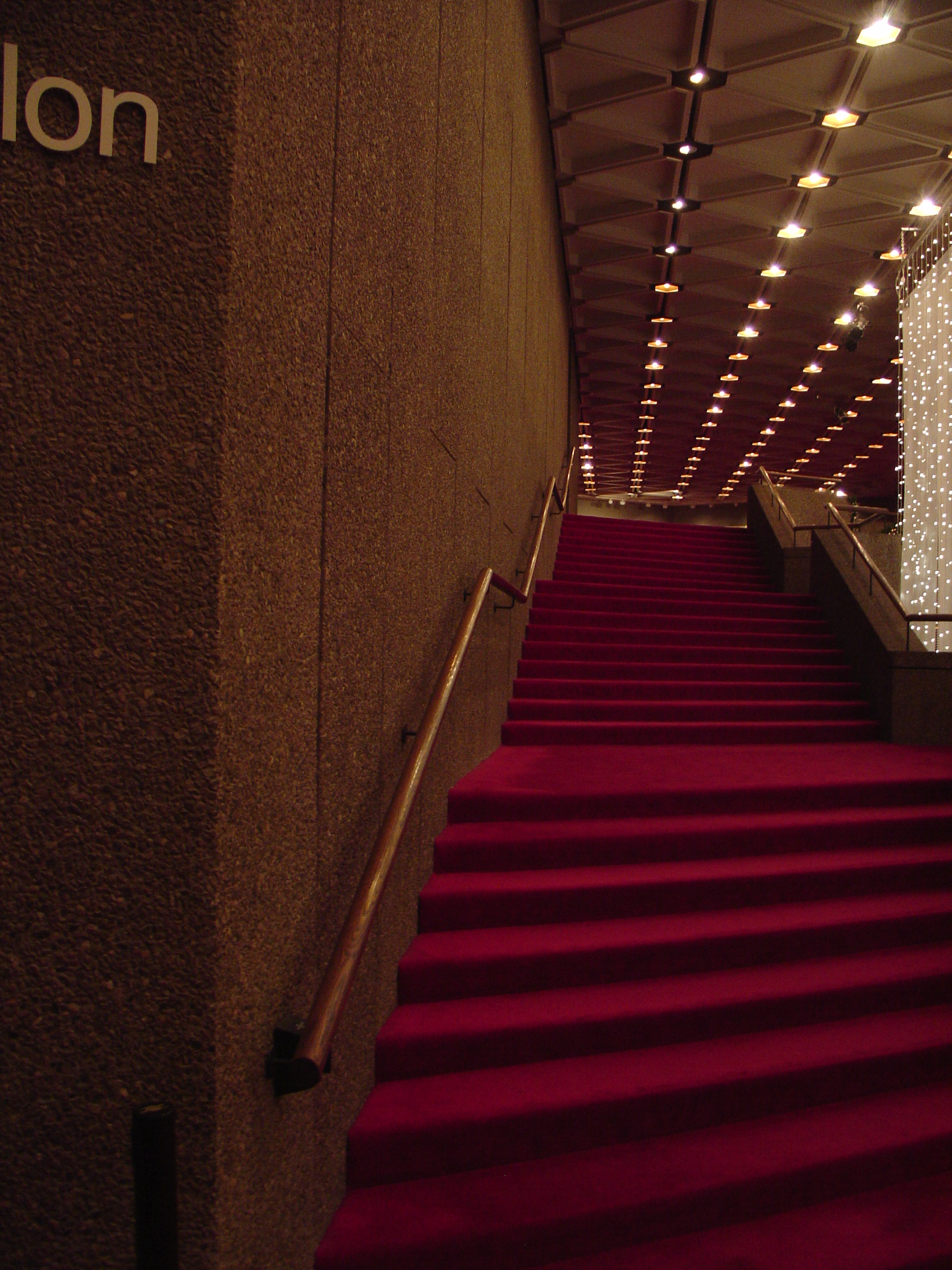